# ابوحنیفه نعمان بن ثابت
نُعمان بن ثابت بن زوطا بن مرزبان مُکنّا و مشهور به ابوحَنیفه (۸۰–۱۵۰ ه‍.ق) فقیه و متکلم نامدار کوفه و پایه‌گذار مذهب حنفی از مذاهب چهارگانهٔ اهل سنت است. پیروان ابوحنیفه را حَنَفی می‌نامند. ابو حنیفه از حماد بن ابی سلیمان، و از ابراهیم نخعی و علقمه بن قیس شاگرد عبدالله بن مسعود، علم فقه و حدیث را اخذ و تلقی نمود. شافعی و مالکی به کمالات او معترف بوده‌اند.
ابوحنیفه علاوه بر فقیه بودن در زمان خود بازرگان موفقی نیز بود.
وی در نزد اهل سنت یکی از بزرگ‌ترین فقها به‌شمار می‌رود.

## مکتب کلامی ابوحنیفه
ابوحنیفه می‌گوید: برای استنباط احکام، نخست به کتاب خدای تعالی مراجعه می‌کنم، اگر نتوانستم از کتاب خدا [قرآن] و سنت پیغمبر [اسلام] حکمی استنباط کنم از گفته‌های صحابه بهره گرفته و بقیه را رها می‌نمایم و به قول دیگری عمل نمی‌کنم. سپس اضافه می‌کند:اگر حدیثی از پیغمبر [اسلام] به ما برسد آن را به کار می‌بندیم و اگر از صحابه باشد در پذیرفتن آن مختاریم و اگر از تابعین باشد با آن مقابله می‌کنیم.
ابوحنیفه را یکی از فقهای اصلاحگر می‌دانند. وی در راه استخراج احکام فقهی روشی غیر از دیگر فقها در پیش گرفت. نقل است که می‌گفت: «اگر رسول‌الله در زمان ما می‌زیست همین‌ها را می‌گفت که من می‌گویم». پیروان ابوحنیفه، مذهب و روش او را اهل رأی می‌نامند زیرا ابوحنیفه قائل به رأی است چنان‌که بعد از صدور هر فتوایی و حکمی عنوان می‌کرد «این سخن ما رأی است و بهترین سخنی است که بر آن دست یافته‌ایم، پس هر که بهتر از سخن ما آورد، او از ما به صواب نزدیک‌تر است» او با اهل حدیث مخالف بود و تنها در شرایطی اقدام به قبول احادیث متواتر می‌کرد که از اصحاب نقل شده باشد و حدیث و خبر مفرد را قبول نداشت. به نقل از ابن خلدون می‌گویند که از مجموع احادیث منتسب به پیامبر او فقط به درستی ۱۷ حدیث باور داشته‌است. این شیوهٔ او می‌تواند به خاطر متکلم بودن او و تأثیرش در روش فقهی وی باشد. همچنین او قیاس و استحسان را هم به عنوان اصول در اجتهاد پذیرفت.
در کنار آن دسته از شاگردان ابوحنیفه که عمدهٔ همت خود را در ترویج فقه ابوحنیفه مصروف داشته‌اند، گروه دیگری نیز بودند که او را به عنوان یک متفکر دینی مطرح می‌ساختند. قراینی در دست است که نشان می‌دهد حماد فرزند ابوحنیفه بدون این که در تاریخ، شخصیت پرجنجالی از خود بر جای نهاده باشد، عامل انتقال افکار ابوحنیفه بوده و شاید خود نیز تفسیرها و افزوده‌هایی بر آن افکار داشته‌است، چنان‌که می‌توان به قرار گرفتن نام حماد در سند روایات الفقه الا کبر و مهم‌تر از آن به ردهٔ یمان بن رئاب متلکم خارجی بر حماد بن ابی حنیفه اشاره کرد. ابو معاویه ضریر، قدید بن جعفر و ابراهیم بن طهمان از دیگر شاگردان ابوحنیفه در مذهب، «مرجی» دانسته شده‌اند و از آن میان قدید آثاری در کلام داشته‌است.
به هر روی عقاید حنفی مخالف اصحاب حدیث هرگز در عراق و در مغرب آن دیار شکوفا نگردید و رونق آن در مشرق‌زمین، به ویژه در بلخ در ایران و ترکستان باید جستجو کرد. مردم خراسان که در زمان حیات ابوحنیفه از مهم‌ترین دوستداران و مراجعان او بودند، پس از درگذشت وی همچنان هواداری خود را حفظ نمودند. به گفتهٔ صفی الدین بلخی رابطهٔ سه‌گانه بین ابوحنیفه، مذهب ارجاء و مردمان بلخ به حدی نزدیک بود که بلخ را از آن رو که کانون دوستداران ابوحنیفه و پیروان او بود، مرجی‌آباد می‌خواندند. ابوبکر خوارزمی نیز در از عشق مفرط بلخیان به ابوحنیفه شکوه نموده‌است. گفته‌اند که بسیاری از طالبان بلخی در عراق ملازمت مجلس ابوحنیفه را داشتند و در زمرهٔ آنان باید ابو مطیع بلخی، قاضی بلخ، سلم بن سالم بلخی، از بزرگان صاحب‌نفوذ در خراسان و ابواسحاق زَیات بلخی را برشمرد که همگی از سوی اصحاب حدیث «مرجی» لقب یافته‌اند
ابوحنیفه در این میان ابومطیع بلخی نظریه‌پرداز شاخص این مکتب بوده و اطلاعاتی که در منابع گوناگون دربارهٔ عقاید وی به دست داده شده‌است، می‌تواند چهرهٔ کلی این مکتب را در دورهٔ آغازین خود ترسیم نماید. از آن جمله باید به نزدیکی ابومطیع با معتزله در مسئلهٔ قدر و عقیدهٔ او به فناپذیری بهشت و دوزخ اشاره کرد. همچنین در کنار ابومطیع باید از ابومقاتل حفص بن سلم سمرقندی، یکی از شاگردان خراسانی ابوحنیفه نام برد که راوی نخستینِ کتاب العالم و المتعلم است. کتابی که ابومطیع بلخی آن را از ابومقاتل روایت کرده و مندرجات آن با تعالیم مکتب حنفی عدل‌گرا سازگار است.

## مکتب فقهی ابوحنیفه
در سده‌های دوم و سوم هجری قمری، در خراسان مکتبی در حال شکل گرفتن بود که نظام اعتقادی خود را بر گرفته از آراء ابوحنیفه می‌دانست و برخی شاگردان عراقی او چون ابویوسف، محمد بن حسن، زفر بن هذیل و حسن بن زیاد لؤلؤی را به عنوان پیشگامان مکتب خود قلمداد می‌کرد. صرف نظر از تفکر ارجاء و ثمرات اعتقادی آن، در دیگر مسائل اعتقادی اختلاف ویژه‌ای با اصحاب حدیث نداشت. مهم‌ترین کانون رواج این مکتب سرزمین ماوراءالنهر و به ویژه دو شهر سمرقند و بخارا بود و اوج شکوفایی آن به دورهٔ سامانیان (۲۶۱–۳۸۹ ق/ ۸۷۵–۹۹۹م) بازمی‌گشت.
این احتمال دور نیست که محیط سنت‌گرای مرو، زیستگاه ابن‌مبارک، یکی از کانون‌های نخستین برای پای گرفتن مکتب حنفی اهل سنت و جماعت بوده باشد. در این مورد علاوه بر هواداری ابن‌مبارک از ابوحنیفه، حضور ابوعصمه نوح بن ابی‌مریم از شاگردان میانه‌روِ ابوحنیفه که به عنوان قاضی شهر به مرو آمده بود، می‌توانست نقش مؤثری ایفا نماید. گفتنی است که یکی از کهن‌ترین اعتقادنامه‌های این مکتب متن کوتاهی به روایت نوح بن ابی‌مریم از ابوحنیفه است. به علاوه همو بود که سعی داشت حنفیان را متقاعد کند که ابوحنیفه در مورد جواز قرائت غیرعربی در نماز از فتوای خود عدول نموده‌است.
گروهی از حنفی‌مذهبان در ری حضور داشتند که در اصول و فروع پیرو ابوحنیفه بودند و کانون مذهبی آنان در ری مسجد طغرل بود.
روایت‌هایی است که دیدار ابوحنیفه با محمد باقر را تصریح می‌کند که در آن دیدار که در مدینه انجام شده‌است محمد بن علی روش قیاس ابوحنیفه را تحریف دین محمد می‌داند.
او همچنین در بحث جبر و اختیار به آزادی عمل انسان معتقد است و فعل آدمی را در مصدرش مد نظر قرار می‌دهد با استناد به این جملهٔ او:
«اعمال بشر نسبت به قضا و قدر مانند شعاع‌های خورشید است به خود خورشید.»
از ویژگی‌های ابوحنیفه که جمیع محققین و فقها بر آن اتفاق نظر دارند صراحت و بی‌باکی او در دادن فتوی است و تسامح و اغماض از خصایص فتاوای او می‌باشد.
او شاگردان زیادی داشت از جمله: زفر بن هذیل، داوود طائی، ابویوسف قاضی، ابومطیع بلخی، محمد بن حسن شیبانی، اسد بن عمرو بجلی، حسن بن زیاد لؤلؤی و پسرش حمٌاد بن ابی‌حنیفه عبدالله، بن مبارک و جارود نیشابوری و عبدالکریم جرجانی و ابونعیم و وکیع.
اما تعدادی از برجسته‌ترین متفکران مسلمان معتقدند که مذهب خود ابوحنیفه با چیزی که امروز با نام فقه حنفی خوانده می‌شود تفاوت دارد. استاد سابق تاریخ و تمدن اسلامی دانشگاه الازهر قاهره، احمد صبحی منصور می‌نویسد: «شیبانی و ابویوسف مشهورترین شاگردان ابوحنیفه بودند لکن روش ابوحنیفه را منحرف کردند. ابوحنیفه به رد احادیث و امتناع از سرسپردگی به قدرت، معروف بود ولی ابویوسف و شیبانی به کسوت قاضیان رژیم عباسی درآمده و به سیاست‌های عباسی در نقل حدیث پایبند شدند و به شوکت و قدرت لبیک گفتند و این در حالی بود که استاد آن دو یعنی ابوحنیفه مورد تعذیب رژیم عباسی قرار گرفت سپس در سال۱۵۰ هجری توسط سم و به دستور منصور عباسی به قتل رسید»
احمد صبحی منصور معتقد است، که فقه حنفی به مرور زمان در ثوابت فقهی شافعی و مالک بن انس محصور شد و در واقع فقه ابوحنیفه روش فقهی شاگردان اوست که بعدها به اهل حدیث پیوستند. این سخن احمد صبحی منصور با توجه به حجم عظیم نقدها و بعضاً تکفیر اهل حدیث بر ابوحنیفه، منطقی به نظر می‌آید.
دکتر محمد عابد جابری می‌نویسد: «آنچه مناقشه ناپذیر است این است که شافعی بزرگ‌ترین قانونگذار عقل عربی است، پیش از او ـ به ویژه با ابوحنیفه ـ «رأی» آزاد بود.. نزد ابوحنیفه و به‌طور کلی اهلِ رأی، قانونگذار عقل است ابوحنیفه در شریعت، مانند معتزله در عقیده[کلام] است ولی نزد شافعی برای عقل، قانون نهاده می‌شود و عقل، خود قانونمند می‌گردد. اگر بدانیم که همه مذاهب فقهی (به استثنای منکران قیاس، شیعه و ظاهریه) با اختلاف‌های نسبی، قواعد شافعی را پذیرفته و مبنا گرفته‌اند درخواهیم یافت که قواعد شافعی در پژوهش سازه‌ها و سمت دهنده‌های عقل عربی چه اهمیت و ارزشی دارند.» (برگرفته از کتاب تکوین العقل العربی/مجله نقد و نظر سال سوم، شماره چهارم ترجمه: مهدی خلجی)

## ابوحنیفه و حدیث و قیاس
مخالفان به ابوحنیفه اعتراض کردند که او، رأی و اجتهاد را در استنباط حکم به کار می‌گیرد و عمل به حدیث را کنار گذاشته‌است، ابوحنیفه در پاسخ گفت: مردمان عجیبی هستند، مرا متهم می‌کنند که فقط به رأی حکم کرده‌ام، در صورتی که چنین نیست، جز با توجه به سنت هیچ فتوایی نداده‌ام.
ابوحنیفه هیچگاه بدون تحقیق و تفحص، حدیثی را نمی‌پذیرفت و به اندازه‌ای در این زمینه دقت می‌کرد که جای هیچ نوع شک و شبهه را باقی نمی‌گذاشت. می‌گوید: اگر به ما برسد، آن را به کار می‌بندیم و اگر از صحابه باشد در پذیرفتن حدیثی از پیغمبر آن مختاریم، و اگر از تابعین باشد با آن مقابله می‌کنیم.
ابوحنیفه سپس ادامه می‌دهد که: به خدا قسم هر که بگوید که ما قیاس را بر نص مقدم داشته‌ایم، صحت ندارد، و دربارهٔ اینکه آیا بعد از نص به قیاس نیاز هست؟ اظهار می‌دارد که: نخست به کتاب خدا عمل می‌کنیم، سپس به سنت. پس از آن به نظریات صحابه که در آن متفق‌القول باشند، و اگر در قضیه‌ای اختلاف کرده باشند، در صورتی که بین دو حکم، علتی یافت شود با استفاده از قیاس، حکمی را بر حکم دیگری ترجیح می‌دهیم تا معنی روشن گردد.

## آزادی فردی
ابوحنیفه در فقه خود تکیه خاصی بر آزادیهای فردی در امور مختلف اجتماعی، چون ازدواج و معاملات دارد، تا آنجا که گاه این آزادی را به‌سان قاعده‌ای در تعارض با منابع نقلی ضعیف ترجیح داده‌است. آشکارترین نمونه، نظر او در مورد آزادی زن در عقد ازدواج است. او ازدواج یک زن بالغ و عاقل را به رضای خویش جایز دانسته و صدور عقد از جانب ولی و حتی اذن ولی را در صحت عقد شرط نشمرده‌است. وی با ابراز این نظر در واقع با رأی مشهور مخالفت ورزیده‌است و حتی شاگردان او، ابویوسف و محمدبن‌حسن در این رأی از وی پیروی نکرده‌اند. از نمونه‌های تکیه او بر آزادی فردی در معاملات، دیدگاه وِی دربارهٔ «حجر» است که بر خلاف مشهور، عواملی چون افلاس، دین و حتی سفه و فسق را از موجبات حجر ندانسته، صاحبان این صفات را در تصرف در اموال خویش بر وفق صلاح و تدبیر خود آزاد شمرده‌است. نمونه دیگر، نظر وی در مورد تصرف بی‌مورد و غیرضروری از جانب پدر در اموال فرزند است که ابوحنیفه در این موارد به حفظ حق حاکمیت فرزند بر اموال خود رأی داده و در صورت خسارت، پدر را ضامن شمرده‌است. سهل‌گیری او در مورد صلح و توافقهای حقوقی نیز ریشه در همین دیدگاه او دارد.

## ابوحنیفه و اهل حدیث
در مورد ابوحنیفه جستجوی موجزی در کتب تراجم و جرح و تعدیل محدثان، ستیز اهل حدیث با او را به روشنی معلوم می‌کند. علامه ابن خلدون می‌نویسد که ابوحنیفه تنها به هفده حدیث اعتقاد داشت (مقدمه ابن خلدون، ج۲/علم حدیث)
متأخران محدثین و فقها به خصوص از قرن چهارم و پنجم به بعد با دگرگونی مدرسه فقهی ابوحنیفه سعی در توجیه ضدیت او با حدیث نموده‌اند که البته این توجیهات با خود شواهد مکرر تراثی هیچ سنخیتی ندارد. نگاهی گذرا به کتب محدثان تا قرن چهار و پنج حقایق دیگری را در مورد ابوحنیفه ثابت می‌کند:
محمد بن سعد(۲۳۰هـ)، ابوحنیفه را «ضعیفا فی الحدیث» می‌خواند (طبقات کبری ۶/۳۶۹ و ۷/۳۲۲).
محدث مشهور، خطیب بغدادی(۴۶۳هـ) ذیل تذکره طولانی ابوحنیفه از محدّث عبد الرزاق الصنعانی(۲۱۱هـ) روایت می‌کند که تنها در حدود بیست حدیث از ابوحنیفه نقل شده‌است(تاریخ بغداد ۱۳/۴۴۸ ـ دارالکتب العلمیة بیروت)
محدثحاکم نیشابوری(۴۰۵هـ) از محدث بزرگ مکه، «سفیان بن عُیَیْنَة الهلالی» (متوفی ۱۹۸هـ) نقل می‌کند:  «یا أصحاب الحدیث تعلموا فقه الحدیث لا یقهرکم أصحاب الرأی ما قال أبو حنیفة شیئا إلا ونحن نروی فیه حدیثا أو حدیثین: ای اصحاب حدیث به تعلیم حدیث مشغول باشید مبادا که اهل رأی[لقب اصحاب ابوحنیفه] بر شما چیره شوند. ابوحنیفه چیزی نگفته مگر اینکه ما دربارهٔ آن، یک حدیث یا دو حدیث روایت کرده‌ایم»(معرفة علوم الحدیث، ص۶۶ ـ دارالآفاق بیروت الطبعة الرابعة)
محدث و فقیه برجسته حنبلی، ابن جوزی(۵۹۷هـ)، ذیل تذکره ابوحنیفه می‌نویسد:  «فأما المسائل آلتی خالف فیها الحدیث فکثیرة: و اما مواردی که احادیث در آن موارد با نظرات ابوحنیفه مخالفند، بسیار است» و سپس حدود سی مورد از مشهورترین اختلافات آرای ابوحنیفه نسبت به احادیث صحیح بخاری و صحیح مسلم را نقل می‌کند (المنتظم فی تاریخ الملوک و الامم، ج۸ ذکر متوفیان سال ۱۵۰هـ) ابن جوزی در کتاب دیگرش پس از بیان جرحهای وارد بر ابوحنیفه می‌نویسد:  «و لیس من اهل الحدیث: او از اهل حدیث نیست»(الضعفاء و المتروکین لإبن الجوزی، ش۳۵۳۹)
کسانی مانند ابن خلدون سعی در دفاع از ابوحنیفه در برابر محدثان و نقل نکردن سخنان مخالفانش بوده‌اند اما محدث نامدار ابن حِبّان البُستی (متوفی ۳۵۴هـ)، بوحنیفه را بدعتگزار خوانده و می‌نویسد:  «کان داعیا إلی الارجاء والداعیة إلی البدع لا یجوز أن یحتج به عند أئمتنا قاطبة لاأعلم بینهم فیه خلافا علی أن أئمة المسلمین وأهل الورع فی الدین فی جمیع الامصار وسائر الاقطار جرحوه وأطلقوا علیه القدح إلا الواحد بعد الواحد: او[ابوحنیفه] از داعیان تفکر ارجاء و دعوت کنندگان به بدعت بود. قاطبه ائمه ما اجازه نداده‌اند که به [اقوال]ابوحنیفه احتجاج شود. کسی را در میان ائمه حدیث نمی‌شناسم که مخالف باشد، پیشوایان اسلام و اهل ورع در تمام شهرهای بزرگ و کوچک، ابوحنیفه را جرح کرده و در او طعن زده‌اند الا تعدادی انگشت شمار»(المجروحین، ۳/۶۴ـ دارالباز مکة) همچنین ابن حبان از سفیان ثوری(۱۶۱هـ) یکی از قله‌های حدیثی معاصر ابوحنیفه، نقل می‌کند که:  «استتیب أبو حنیفة من الکفر مرتین: ابوحنیفه را دو بار از کفر توبه دادند»(المجروحین، ۳/۶۴)
محدث محمد بن ابی حاتم الرازی (متوفی۳۲۷هـ) در کتاب معروف «الجرح و التعدیل» می‌نویسد:  «کان أبو حنیفة یحدثنا فإذا فرغ من الحدیث قال هذا الذی سمعتم کله ریح وباطل.. کان أبو حنیفة مسکینا فی الحدیث: ابوحنیفه برای ما حدیث می‌گفت و هرگاه از این کار فارغ می‌شد می‌گفت: چیزهایی که شنیدید همگی باد هوا و باطل است.. ابوحنیفه در حدیث مسکین بود»(الجرح و التعدیل ذیل ترجمة ابوحنیفه، ج۸ ش۲۶۰۲ ـ دار إحیاء التراث العربی)
اهل حدیث در اتهام تکفیر و تفسیق ابوحنیفه از هم پیشی می‌جستند. از مالک بن انس(۱۷۹هـ) پیشوای فقهای مالکیه نقل شده:  «مالک بن أنس یقول إن أبا حنیفة کاد الدین ومن کاد الدین فلیس له دین: مالک بن انس می‌گفت که ابوحنیفه در دین فریبکاری می‌کند و هر کس در دین فریبکاری کند دین ندارد»(الضعفاء الکبیر العقیلی۴/۲۸۱ دارالکتب العلمیة بیروت)
پسر احمد بن حنبل، یعنی عبدالله بن أحمد بن حنبل(۲۹۰هـ) که خود او نیز از ارکان و قله‌های اهل حدیث می‌باشد از محدث کوفه «حمّاد بن أبی سلیمان»(۱۲۰هـ) نقل می‌کند:  «سمعت سفیان الثوری یقول قال لی حماد بن أبی سلیمان إذهب إلی الکافر یعنی أبا حنیفة فقل له إن کنت تقول أن القرآن مخلوق فلا تقربنا: از سفیان ثوری نقل شده که حماد بن ابی سلیمان به من گفت: به نزد کافر برو ـ منظورش از کافر ابوحنیفه بود ـ و به او بگو اگر معتقدی قرآن مخلوق است به ما نزدیک نشو!»(کتاب السنة لعبدالله بن احمد/ش۲۳۹)
محدث ابونعیم الاصبهانی (متوفی۴۳۰هـ) ابوحنیفه را متهم می‌کند که چندین بار کافر شده‌است:  «الردیء غیر مرة» (کتاب الضعفاء لأبی نعیم، تذکره نعمان بن ثابت ش۲۵۵) در حالی که یکی از معروفترین روایات چنددهگانه جعلی مسند ابوحنیفه که بعد از سیصد سال به او منسوب شده متعلق به خود ابونعیم اصفهانی است.
ابن قتیبه(۲۷۶هـ) پس از بیان اعلان نفرت اهل حدیث و لعنت خداوند بر ابوحنیفه، از فقیه و مفتی معروف رژیم اموی الأوزاعی(۱۵۸هـ) ـ مخترع مجازات مرتد ـ نقل می‌کند که می‌گفت:  «کان الأوزاعی یقول إنا لا ننقم علی أبی حنیفة أنه رأی کلنا یری ولکننا ننقم علیه أنه یجیئه الحدیث عن النبی صلی الله علیه وسلم فیخالفه إلی غیره: اوزاعی می‌گفت ما به خاطر رأی و نظر از ابوحنیفه کینه نداریم بلکه کینه ما از او به این خاطر است که حدیث نبی (ص) به ابوحنیفه می‌رسد ولی او مخالف حدیث را می‌پذیرد»(تأویل مختلف الحدیث، ص۵۲ ـ دارالکتب العلمیة بیروت)(کتاب السنة، ش۲۵۱)
همچنین عبدالله بن احمد بن حنبل از الأوزاعی نقل می‌کند:  «عن الأوزاعی قال ما ولد فی الإسلام مولد أشر من أبی حنیفة: در اسلام هیچ مولودی شرورتر از ابوحنیفه متولد نشده‌است!»(کتاب السنة، ش۲۴۸)
در واقع خصومت اهل حدیث و حشویه با ابوحنیفه یا امام اعظم، چیزی نیست که قابل کتمان باشد. تمام متقدمان اهل حدیث و در رأس آن‌ها کسانی چون بخاری، احمد بن حنبل، سفیان ثوری، ابن عَدی جرجانی، ابن حبان و.. در او طعن زده‌اند( «تاریخ کبیر» بخاری ج۸)(«الکامل فی ضعفاء الرجال» ابن عدی، ج۷ صفحه۶ به بعد ـ دارالفکر بیروت ط۳)
اما شاید بزرگ‌ترین معاند ابوحنیفه، احمد بن حنبل(۲۴۱هـ) است که در تثبیت آرای حشویه نقش بسزایی داشت و حتی مدرسه فقهی حنابله به او منتسب گشته‌است هرچند بزرگانی چون ابن جریر طبری، اساساً احمد حنبل را فقیه نمی‌دانستند بلکه صرفاً او را محدث و راوی قلمداد می‌کنند. طعن‌های احمد بن حنبل بر ابوحنیفه در تراث روایی به وفور وجود دارد:
عبدالله بن احمد حنبل نقل می‌کند از پدرش دربارهٔ «اسد بن عمرو» سؤال کرده و احمد حنبل چنین پاسخ می‌دهد:  «کان صدوقا ولکن کان من أصحاب أبی حنیفة لا ینبغی ان یروی عنه شیء: او[اسد بن عمرو] صدوق است ولی جزء اصحاب ابوحنیفه بوده و شایسته نیست چیزی از او نقل شود»(الجرح و التعدیل ج۲ ش۱۲۷۹)
احمد حنبل می‌گوید:  «أصحاب الرأی وهم مبتدعة ضلال أعداء للسنة والأثر یبطلون الحدیث.. ویتخذون أبا حنیفة و من قالب قوله إماما: اصحاب رأی آن‌ها بدعتگزار، گمراه، دشمن سنت و حدیث هستند. آن‌ها حدیث را باطل می‌کنند.. و ابوحنیفه و امثال او را امام می‌دانند»(طبقات الحنابلة، ۱/۷۱ ـ تحقیق: عبدالرحمن العُثیمین/جامعة ام‌القری مکة المکرمة)
عبدالله بن احمد بن حنبل از امام حدیث برجسته نیشابور «إسحاق بن منصور الکَوسَج»(۲۵۱هـ) نقل می‌کند:  «عن إسحاق بن منصور الکوسج قال قلت لأحمد بن حنبل یؤجر الرجل علی بغض أبی حنیفة وأصحابه قال أی والله: از اسحاق بن منصور نقل شده که به احمد حنبل گفت آدمی از بغض و کینه نسبت به ابوحنیفه و اصحابش اجر می‌برد و ابن حنبل گفت: والله که چنین است»(کتاب السنة، ش۲۲۸)
سخنان تند احمد حنبل دربارهٔ ابوحنیفه مشهور است. از جمله:  «ذکر أبو حنیفة عند أحمد بن حنبل فقال رأیه مذموم: نزد احمد حنبل نامی از ابوحنیفه آمد و او گفت: نظراتش مذموم است»(الجرح و التعدیل ج۸ ش۲۰۶۲)
 «سمعت احمد بن حنبل یقول ما قول أبی حنیفة والبعر عندی إلا سواء: از احمد حنبل شنیدم که می‌گفت سخنان ابوحنیفه و نعره شتر در نزد من یکی هستند»(تاریخ بغداد ۱۳/۴۳۹)(کتاب السنة، ش۲۳۰)
 «سألت أبا عبدالله وهو احمد بن حنبل عن أبی حنیفة وعمرو بن عبید فقال أبو حنیفة أشد علی المسلمین من عمرو بن عبید لأن له أصحابا: از احمد حنبل دربارهٔ ابوحنیفه و عمرو بن عبید [از شیوخ بزرگ معتزله] سؤال کردم. احمد بن حنبل گفت: خطر ابوحنیفه برای مسلمین بیشتر از عمرو بن عبید است چون ابوحنیفه اصحاب دارد»(تاریخ بغداد ۱۳/۴۳۷٬۴۳۸)
موارد فوق تنها گوشه‌ای از حجم انبوه طعن‌ها و مذمت‌های وارد شده بر ابوحنیفه است وگرنه کتب تراجم و جرح و تعدیل سرشار از جرح فقهای حدیث بر ابوحنیفه می‌باشد به‌طوری‌که خطیب بغدادی بیش از پنجاه صفحه را فقط به ذکر اقوال علما در طعن و ذم ابوحنیفه اختصاص داده‌است(تاریخ بغداد جلد۱۳ صص۳۹۹–۴۵۳دارالکتب العلمیة بیروت)
تمام این طعنها، جرح‌ها، اتهامات و کنایه‌ها به خاطر این بود که ابوحنیفه، حدیث را به رسمیت نمی‌شناخت هرچند فقه حنفی با گذشت زمان و به تدریج محصول افکار شاگردان او شد نه خود ابوحنیفه. چنان‌که کسانی مانند أحمد بن یحیی بن زهیر العقیلی(۴۲۴هـ)، فقیه حنفی قرن چهارم و پنجم کتابی را با نام  «الخلاف بین أبی حنیفة وأصحابه وما انفرد به عنهم» دربارهٔ اختلافات فقهی ابوحنیفه با شاگردانش تألیف کرده‌است. (الأعلام۱/۲۶۸ ـ دارالعلم)
روند تکفیر ابوحنیفه توسط اهل حدیث تا دوران معاصر هم ادامه دارد به‌طوری‌که شیخ محمد الغزالی از بزرگ‌ترین مشایخ معاصر الازهر شهادت می‌دهد که معروفترین رهبر سلفیه مصر در حضور او و چندین شخص دیگر ابوحنیفه را کافر خطاب کرده‌است:  «إن زعیم السلفیة الاسبق فی مصر الشیخ حامد الفقی حلف بالله أن اباحنیفة کافر و لایزال رجال ممن سمعوا الیمین الفاجرة احیاء: رهبر سابق سلفیه مصر شیخ حامد القفی به خدا سوگند خورد که ابوحنیفه کافر است و کسانی که شاهد این سوگند پلید بودند هنوز فوت نکرده‌اند»(سر تأخر العرب ص۵۲ ـ نهضة مصر)

## مخالفت با دستگاه حکومت و مرگ
ابوحنیفه، پس از درگذشت استادش حماد بن ابی سلیمان (۱۲۰ ق) به عنوان برجسته‌ترین شاگرد حلقه او مرجع صدور فتوا و تدریس فقه در کوفه گردید و از جایگاه اجتماعی ویژه‌ای برخوردار گشت. در فاصله سال‌های ۱۲۱–۱۳۲ ق که حکومت اموی واپسین سال‌های خودرا می‌گذراند، ابوحنیفه به عنوان فقیهی مخالف با فساد دستگاه حکومت، با دیدگاه‌های اعتقادی خاص خود، بسیار مورد توجه جناحهای مخالف حکومت، غیر از خوارج، قرار گرفت.
در سال‌های ۱۲۹ ق امویان از وی خواستند که مسند قضا را بپذیرد، وی در خواست هبیره را با وجود فشاری که بر وی وارد آوردند رد نمود، و به مکه فرار نمود، در سال‌های پایانی حاکمیت امویان وی در مکه زیست و به گسترش آراء فقهی خود پرداخت. با پیروزی عباسیان به کوفه بازگشت و با حیله‌ای لفظی از بیعت با خلیفه سرباز زد.
مخالفت خاموش ابوحنیفه، زمانی آشکار شد که در ۱۴۵ ق ابراهیم بن عبدالله حسنی از امامان زیدی در بصره ضد خلافت منصور قیام کرد و ابوحنیفه نفوذ خودرا در تأیید این قیام به کار گرفت. با سرکوب آن قیام توسط منصور رجال با نفوذی چون ابو حنیفه از تعرض مصون ماندند.
در سال‌های پایانی عمر ابوحنیفه، منصور پذیرفتن منصب قضا را بر وی الزام کرد، اما وی از پذیرش منصب قضا ابا ورزید. پافشاری منصور براینکه ابوحنیفه را به امور دیوانی بکشاند، ممکن است واکنشی در برابر پیشینه سیاسی وی بوده باشد.
دنبال قیام حسان بن مجالد خارجی در نزدیکی موصل، منصور که از موصلیان به خشم آمده بود، ابوحنیفه ودو فقیه دیگر از کوفیان را احضار کرد تا بر نقض عهدنامه سابق خلیفه با موصلیان مهر تأیید نهاده، او را در سرکوب ایشان برصواب شمارند، ولی ابوحنیفه رأیی برخلاف میل خلیفه ابراز داشت و خلیفه ناچار شد که عهدنامه مزبور را پای برجا شمارد.

## رابطه ابوحنیفه با مذهب ارجاء
جریان «مرجئه» یکی از جریان‌های مهم در صدر اسلام است و روزگاری پیروان فراوانی داشته‌است. مسلماً ظهور و گسترش این جریان در برهه‌ای از تاریخ اسلام ناشی از انگیزه‌های سیاسی و ایدئولوژیک بوده‌است. ظاهراً گسترش این جریان در واکنش به تندروی‌های بی‌رویه «خوارج» صورت گرفته‌است. این جریان به ترویج بعضی از گزاره‌های کلامی بحث‌برانگیز دست زد از جمله این‌که ایمان از عمل جداست و می‌توان بدون عمل مؤمنانه هم مؤمن به‌شمار آمد و ارتکاب گناه کبیره زایل‌کننده ایمان نیست و ایمان حقیقتی است که زیادت و نقصان نمی‌پذیرد.
خوارج در زمان ابوحنیفه در اوج فعالیت‌های‌شان قرار داشتند و با ترویج اندیشه‌های تکفیری فتنه‌ها و آشوب‌ها برپا می‌کردند و بر آتش اختلافات داخلی میان مسلمانان هیزم می‌ریختند. ابوحنیفه به عنوان پیشوای قوم ناگزیر شد که راجع به این اندیشه‌ها موضع‌گیری کند و با آن‌ها در تقابل قرار بگیرد و به بازتعریف ایمان بپردازد و خط فکری ویژه خود را روشن کرد.
عمده مناظرات علمی ابوحنیفه با خوارج صورت گرفته و به همین دلیل، یکی از فرقه‌هایی که طعن و تشنیع فراوان در حق ابوحنیفه روا داشته فرقه خوارج است.
پاره‌ای از صاحب‌نظران معتقدند که ابوحنیفه نه تنها مرجئی‌مذهب بوده بلکه یکی از سران پرآوازه جریان مرجئه نیز بوده‌است. هرچند طرفداران ابوحنیفه در روزگاری که مرجئی بودن مرادف به کفر و زندیقی‌گری به‌شمار می‌رفته سعی بلیغ ورزیده‌اند تا او را از این اتهام سنگین تبرئه کنند.
شاید یکی از عواملی که باعث شده دیدگاه‌های کلامی ابوحنیفه در قیاس به استنباطات فقهی‌اش کمتر مورد توجه قرار بگیرد، شباهت‌هایی است که دیدگاه‌های کلامی‌اش با باورهای کلامی جریان مرجئه داشته و او را در معرض اتهام قرار می‌داده‌است؛ و گرنه تمرکز اصلی رساله‌های منسوب به ابوحنیفه همانند «الفقه الاکبر» و «العالم والمتعلم» بر مباحث کلامی است و بدین ترتیب حجم قابل توجهی از میراث مکتوب ابوحنیفه راجع به علم کلام است.
ابوحنیفه گفته‌است: «کسی که به زبان تصدیق بورزد اما قلب و عقلش منکر باشد، در نزد خداوند کافر است اما در پیشگاه مردم، مسلمان شناخته می‌شود چه این‌که مردم نمی‌دانند در دل این شخص چه می‌گذرد و بر آن‌هاست که بر ظاهر چنین شخصی حکم بکنند و نکوشند به اسرار درونی وی پی ببرند.» (تقی الدین الغزی، الطبقات السّنیة فی تراجم الحنفیة، ص ۳۷).
به نظر می‌رسد که ابوحنیفه این سخن را در پاسخ به رفتارهای عرب‌های نژادپرست در دوران اموی بر زبان آورده که با تازه‌مسلمانان برخورد تبعیض‌آمیز داشتند و با آن‌که آن‌ها اظهار مسلمانی می‌کردند مسلمانی‌شان را نمی‌پذیرفتند و از آن‌ها جزیه و خراج می‌ستاندند.
گویا ابوحنیفه وظیفه خود می‌دانست با استفاده از جایگاه علمی‌ای که به دست آورده بود به یاری هموطنان تازه‌مسلمان‌شده‌اش بشتابد و با طرح و ترویج دیدگاه‌های فقهی و کلامی‌اش از مظلومیت و محرومیت آن‌ها بکاهد.
در همین راستا می‌توان این دیدگاهش را فهم کرد که «ایمان پدیده‌ای تجزیه‌ناپذیر است و زیادت و نقصان نمی‌پذیرد». ابوحنیفه با طرح این دیدگاه در صدد این بود که میان مسلمانان- صرف‌نظر از نسب و نژادشان- مساوات برقرار کند و تازه‌مسلمانان را با مسلمانان کهنه‌کار در یک مرتبه قرار دهد و جلو انحصارگرایی و امتیازطلبی مسلمانان عرب را بگیرد.
یکی از نکاتی که ابوحنیفه با گفتار و رفتارش بر آن تأکید می‌ورزید این نکته بود که برای ایمان‌داری کافی است که انسانی «فی‌الجمله» به آنچه پیامبر اسلام آورده تصدیق و اقرار بورزد؛ ولی این‌که برداشت‌های دینی هر گروه ممکن است متفاوت باشد دخلی در ایمان و کفر ندارد و نمی‌توان شخصی را به خاطر این‌که برداشتی متفاوت از ما از متون دینی دارد از دایره دینداری بیرون کشید.
مثلاً به این روایت تاریخی توجه کنید: «ابوعثمان الآدمی نقل کرده که روزی ابوحنیفه و عمرو بن ابی‌عثمان شمزی در شهر مکّه با هم ملاقات کردند. عمرو از ابوحنیفه پرسید: نظرت را برایم بگو در مورد کسی که ادعا می‌کند که خداوند سبحانه خوردن گوشت خوک را حرام گردانیده اما دقیقاً مشخص نیست که شاید خوکی را که خدا حرام ساخته این خوک معروف نباشد (یعنی شاید خوکی که از سوی شرع حرام شده حیوان دیگری است به جز آن حیوانی که ما به عنوان خوک می‌شناسیم). ابوحنیفه گفت: چنین کسی مؤمن است. عمرو بازپرسید: هرگاه کسی اعتقاد داشته باشد که خداوند حج کعبه را فرض گردانیده ولی شاید آن کعبه کعبه‌ای نباشد که در مکّه قرار دارد (در برخی از روایات تاریخی آمده که شاید کعبه همان کعبه‌ای باشد که در خراسان است). ابوحنیفه پاسخ داد: این شخص مؤمن است. سپس عمرو پرسید:اگر شخصی بگوید که می‌دانم که پروردگار متعال، محمد را به پیامبری فرستاده اما نمی‌دانم که شاید محمد همان زنگی باشد. ابوحنیفه گفت: چنین شخصی مؤمن است.» (ابوالحسن الاشعری، مقالات الاسلامیین و اختلاف المصلین، ج ۱، ص ۲۲۱).
ابوحنیفه در خصوص شخصی که گناه کبیره مرتکب می‌شود چنین نظری دارد: «هیچ شخصی را از امت محمد به خاطر ارتکاب گناه کبیره نمی‌توانیم کافر بگوییم.» (شرح الفقه الاکبر، ملا علی قاری، ۲۱۰). نقل قول دیگری هم در این زمینه وجود دارد که در منابع متعدد از زبان ابوحنیفه نقل شده به این صورت که، «هیچ‌یک از اهل قبله را کافر نمی‌پنداریم.» (محمد بن حسن، موطأ، ص ۳۲۵).

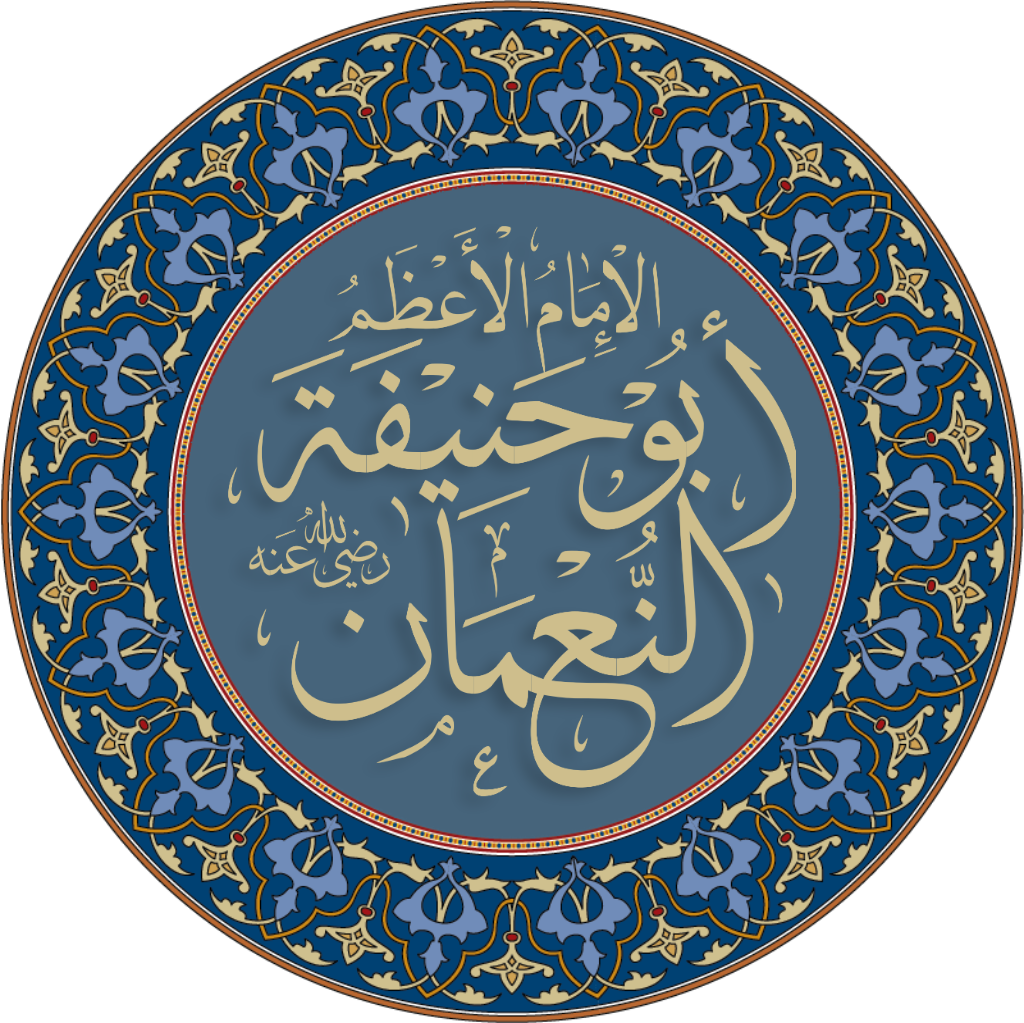

## مرگ و محل دفن
در آخرین روزهای زندگانی ابوحنیفه، منصور او را به بغداد فراخواند و به دلیلی که دقیقاً روشن نیست، به حبس افکند و ابوحنیفه پس از روزی چند در حبس درگذشت. ابو زهره معتقد است که ابوحنیفه بر اثر تازیانه‌های منصور، جان سپرد، ولی بعداً این نظریه را رد می‌کند و می‌گوید که مدت‌ها بعد در سال ۱۵۰ هجری از دنیا رفت. زفربن هذیل برآن بود که ابوحنیفه را در زندان زهر خورانیده‌اند. پیکر ابوحنیفه، پس از آنکه حسن بن عُماره بجلی، محدث کوفی برآن نماز گزارد، در مقبره خیزران بغداد مدفون گردید. برمدفن وی در ۴۵۹ق قبه و مدرسه‌ای برپا گردید و اکنون محله‌ای که مقبره در آن واقع است، به نام «حی الاعظمیه» خوانده می‌شود.

## شاه اسماعیل صفوی و قبر ابوحنیفه
شاه اسماعیل یکم در سال ۸۸۷ش (۱۵۰۸م) پس از ورود به بغداد دستور داد قبر ابوحنیفه را نبش کرده و جسد یک سگ را در قبر او گذاشتند.

## آثار
- کتاب «مسند» در حدیث که جمع‌آوری شاگردان او است.
- «المخارج» در فقه که روایت ابویوسف از او است.

برخی به غلط کتاب‌هایی را به او نسبت داده‌اند از جمله «فقه‌الاکبر»؛ که عقاید اصیل ابوحنیفه را نشان می‌دهد؛ «العالم و المتعلٌم»؛ «فقه‌الابسَط».
در فقه او نخستین امام از ائمهٔ چهارگانهٔ اهل سنت در ترتیب زیر است.
- ابوحنیفه نعمان بن ثابت
- مالک ابن انس
- محمد ادریس شافعی
- احمد ابن حنبل

## شیوخ ابوحنیفه
- ابوجعفر محمد بن علی باقر پیشوای پنجم شیعیان.
- ابوعبدالله جعفر بن محمد صادق پیشوای ششم شیعیان.
- عکرمه مولی عبدالله بن عباس متوفی ۱۰۴ هجری قمری.
- عطاء بن ابی رباح متوفی ۱۱۴ هجری قمری.
- نافع مولی ابن عمر متوفی ۱۱۷ هجری قمری.
- حماد بن ابی سلیمان متوفی ۱۲۰ هجری قمری.

## شاگردان
از شاگردان سرشناس ابوحنیفه می‌توان از افراد زیر نام برد:
- زفر بن الزهیل متوفی ۱۵۸ هجری قمری.
- ابویوسف یعقوب بن ابراهیم الانصاری متوفی ۱۸۲ هجری قمری.
- محمد بن الحسن الشیبانی متوفی ۱۸۹ هجری قمری.
- داوود الطائی.
- أسد بن عمرو.
- الحسن بن زیاد اللؤلؤی الکوفی متوفی ۲۰۴ هجری قمری.